# Samantha Hamill
Samantha Hamill, née le 23 février 1991 à Melbourne, est une nageuse australienne.

## Carrière
Aux Jeux olympiques d'été de 2008, elle est demi-finaliste du 200 m papillon et se classe 12e. Elle est aussi 22e du 400 m quatre nages.
Aux Championnats pan-pacifiques 2010, elle gagne la médaille d'argent au 400 mètres quatre nages. Aux Jeux du Commonwealth de 2010, elle obtient aussi l'argent sur cette épreuve.
Aux Jeux olympiques d'été de 2012, elle échoue en séries du 200 m papillon avec le 20e temps.